# Verkeerscentrum
Een verkeerscentrum is een (overheids)instelling die de verkeersstromen op het wegennet in goede banen leidt.

## Naar land

### België
België beschikt over drie centra die de verkeersstromen beheren. Zij zijn verdeeld volgens de Gewesten:
- Vlaams Verkeerscentrum (gevestigd in de verkeerstoren op het Kievitplein in Antwerpen)
- Brussels Mobiliteitscentrum MOBIRIS (in het CCN-gebouw aan het Noordstation)
- Waals Verkeerscentrum PerEx (te Daussoulx, Namen)

In het Vlaams Verkeerscentrum en bij PerEx is steeds een permanentie van de federale politie (Wegpolitie) aanwezig. Zij houden samen met een team van operatoren hoofdzakelijk de snelwegen in de gaten. Dit gebeurt essentieel met automatische detectiecamera’s, alarmen via tellussen, meldingen op de noodtelefoons, meldingen vanuit de applicatie waze en andere oproepen.
Het Brussels Mobiliteitscentrum daarentegen controleert in hoofdzaak de Brusselse stadstunnels (naast een aantal kleinere stukken snelwegen en de rest van de gewestwegen). Zij werkt daarvoor in belangrijke mate samen met de Brusselse lokale politie.
De drie centra verspreiden actuele verkeersinformatie via de media en verzorgen wegeninfo (zoals files, werken en omleidingen) op de eigen website en aan andere serviceproviders.

### Duitsland
In Duitsland is er een verkeerscentrum per een of twee deelstaten. Dit is afhankelijk van de grootte van de deelstaten en het wegennetwerk.

### Engeland
In Engeland levert het National Traffic Control Centre, gelegen in de West Midlands, real-time verkeersinformatie aan publiek en hulpdiensten en worden verkeersstromen indien nodig beïnvloed. Het verkeerscentrum is onderdeel van de Highways Agency.

### Nederland
| Beheerd locatie | Naam centrale                        | Locatie centrale | Objecten |
| --- | ------------------------------------ | ---------------- | --- |
| Rijkswegen Utrecht | Verkeerscentrale Midden-Nederland    | Utrecht          | Leidsche Rijntunnel Stadsbaantunnel |
| Rijkswegen Flevoland (west) Rijkswegen Noord-Holland                                                                                 | Verkeerscentrale Noordwest-Nederland | Velsen           | Wijkertunnel Velsertunnel Coentunnel Schipholtunnel Zeeburgertunnel Gaasperdammertunnel |
| Rijkswegen Gelderland Rijkswegen Drenthe Rijkswegen Friesland Rijkswegen Groningen Rijkswegen Overijssel Rijkswegen Flevoland (oost) | Verkeerscentrale Noordoost-Nederland | Arnhem           | Salland-Twentetunnel |
| Rijkswegen Zeeland (zuid) Rijkswegen Noord-Brabant Rijkswegen Limburg Provinciale wegen Zeeland                                      | Verkeerscentrale Zuid-Nederland      | Helmond          | Koning Willem-Alexandertunnel Vlaketunnel Dampoort-aquaduct Swalmentunnel Roertunnel |
| Rijkswegen Gelderland (A15) Rijkswegen Zuid-Holland Rijkswegen Zeeland (noord)                                                       | Verkeerscentrale Zuidwest-Nederland  | Rhoon            | Botlektunnel Beneluxtunnel Burgemeester Thomassentunnel Ketheltunnel Sijtwendetunnel Heinenoordtunnel Noordtunnel Drechttunnel Botlekbrug Spijkenisserbrug Merwedebrug (Beneden-Merwede) Merwedebrug (Boven-Merwede) Calandbrug Brug over de Noord Wantijbrug |
| Onderliggend wegennet Rotterdam | Verkeersregiekamer Rotterdam         | Rotterdam        | Maastunnel |
| Onderliggend wegennet Den Haag | Verkeersmanagementcentrale Den Haag  | Den Haag         | |
| Onderliggend wegennet Nijmegen |                                      | Nijmegen         | |
| Onderliggend wegennet Amsterdam | Verkeerscentrale Amsterdam           | Amsterdam        | IJ-tunnel Spaarndammertunnel Michiel de Ruijtertunnel Piet Heintunnel Arenatunnel |
| Provinciale wegen Noord-Holland | Verkeerscentrale Noord-Holland       | Hoofddorp        | Waterwolftunnel Abdijtunnel Amstelaquaduct |
| Provinciale wegen Zuid-Holland | IC-desk / verkeersmanagementdesk     | Gouda            | |
| Stadstunnels in Den Haag | Semafoor Scheveningen                | Den Haag         | Hubertustunnel Koningstunnel Victory Boogie Woogietunnel |
| Kiltunnel |                                      | Dordrecht        | Kiltunnel |
| Tunnels N62 |                                      | Borssele         | Westerscheldetunnel Sluiskiltunnel |
| Wisselstrook Europalaan, Kaatsheuvel                                                                                                 |                                      | Efteling         | |
| Zuid-Holland (alle wegen, coördinerend)                                                                                              | Regio/Verkeersmanagementdesk-desk    | Rhoon            | |
| Nederland (alle hoofdwegen, coördinerend)                                                                                            | Verkeerscentrum Nederland (VCNL)     | Utrecht          | |

Informatiebronnen

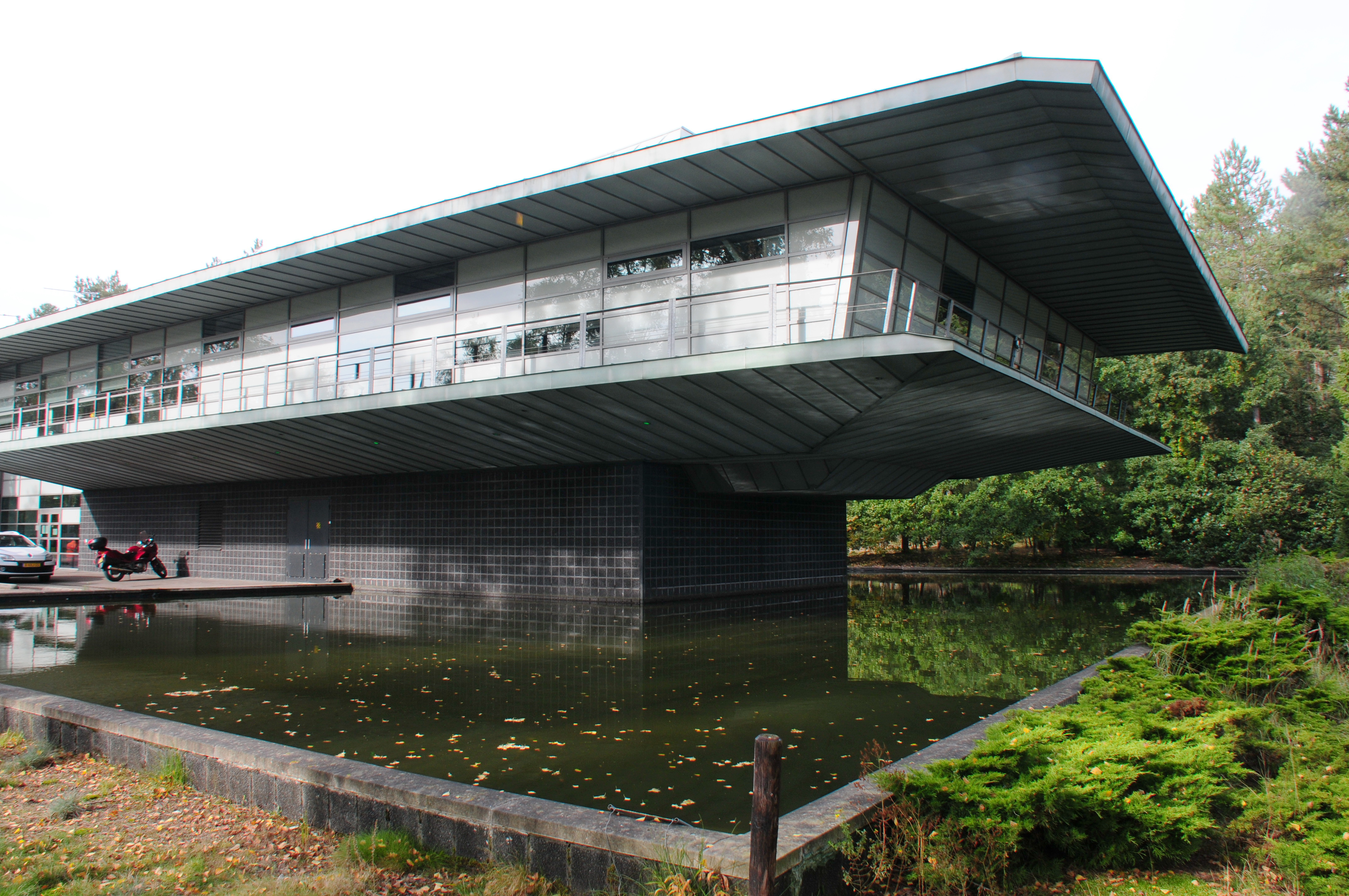
Verkeerscentrale Wolfheze bedient Noord- en Oost-Nederland.

De verkeerscentrales in Nederland hebben diverse bronnen van waaruit zij informatie over incidenten ontvangen:
- Hulpdiensten; zoals de meldkamer van de politie of een waarneming van de weginspecteur.
- Landelijke informatielijn; weggebruikers kunnen telefonisch bij Rijkswaterstaat gevaarlijke situaties doorgeven die direct naar de verkeerscentrale doorgestuurd word.[12]
- Bergingsbedrijf; bergers rijden in sommige delen van het land tijdens de spits ter preventie op de snelweg.
- Detectielussen; de meetlinten in de weg meten continue de intensiteit en gereden snelheid op de weg. Als er plots op een bepaald wegvak een flinke verlaging van de rijsnelheid is kan dit duiden op een incident.
- Waze; meldingen uit de verkeersnavigatie-app worden direct doorgestuurd naar de verkeerscentrale. Uit onderzoek blijkt dat incidenten hierdoor sneller gedetecteerd worden en vertragingen hierdoor afnemen.[13][14]
- Floating car data (FCD)